# Vincenzo Zucchini
Vincenzo Zucchini (Ferrara, 21 luglio 1947 – Pescara, 24 novembre 2013) è stato un allenatore di calcio, dirigente sportivo e calciatore italiano.
È morto nel 2013 all'età di 66 anni, a seguito di una lunga malattia.

## Carriera

### Giocatore
Cresciuto calcisticamente nella Tevere Roma, e dopo una breve parentesi alla Fiorentina, senza mai scendere in campo in incontri di campionato, disputa la prima parte della carriera nelle serie minori. Nella stagione 1972-1973 è protagonista della prima promozione dell'Avellino in Serie B.
Nell'annata successiva, dopo quattro presenze fra i cadetti, torna in Serie C per indossare la maglia del Pescara, con cui centra una seconda promozione consecutiva. In Abruzzo Zucchini disputa sei campionati, ottenendo due promozioni in Serie A (stagioni 1976-1977 e 1978-1979 e disputando il campionato di Serie A 1977-1978, chiuso dai biancazzurri all'ultimo posto, con 29 presenze e 4 reti all'attivo. A seguito della sua morte, il Pescara ha deciso di ritirare la maglia numero 4, indossata da Zucchini negli anni di permanenza del club.

Zucchini al Pescara nella stagione 1978-1979

Nell'estate 1979 si trasferisce alla Lazio, dove con 25 presenze e 2 reti (di cui una nel derby del 28 ottobre 1979, terminato 1-1 e funestato dalla morte del tifoso laziale Vincenzo Paparelli), contribuisce alla salvezza sul campo, vanificata dalla retrocessione a seguito dello scandalo italiano del calcioscommesse del 1980.
Disputa la stagione 1980-1981 in B con la maglia del L.R. Vicenza, senza riuscire a evitare la retrocessione, quindi chiude la carriera agonistica con due stagioni alla Salernitana, in Serie C1.
In carriera ha totalizzato 54 presenze e 6 reti in Serie A e 172 presenze e 22 reti in Serie B.

### Allenatore e dirigente
La sua carriera di allenatore si è svolta esclusivamente in Abruzzo. Nella stagione 1992-1993 subentra a Giovanni Galeone alla guida del Pescara in Serie A, senza riuscire ad evitare l'ultimo posto finale ma ottenendo due successi prestigiosi su Napoli (3-0) e Juventus (5-1); viene confermato alla guida dei biancazzurri anche per la stagione successiva in Serie B, in coppia con Gianni Corelli, ma a stagione in corso viene esonerato e sostituito da Franco Scoglio.
Dal 2009 fino alla sua morte nel 2013 ha ricoperto la carica di team manager della compagine abruzzese.

## Palmarès

### Giocatore
- Campionato italiano Serie C: 2

Avellino: 1972-1973
Pescara: 1973-1974

### Allenatore
- Campionato di Promozione Abruzzo girone B: 1

Sulmona: 1986-1987

## Memorial Zucchini
Dal 2014 il Pescara Calcio insieme ai figli di Zucchini, Giorgio e Massimo, hanno inaugurato il Memorial Zucchini, un quadrangolare che si disputa allo stadio Adriatico-Giovanni Cornacchia.
La prima edizione ha visto ospiti, tra gli altri, Massimiliano Allegri, Zdeněk Zeman, Francesco Acerbi, Giovanni Galeone, Fabio Grosso, Massimo Oddo, Eusebio Di Francesco e Tomas Skuravy.
La seconda edizione, tenuta nel 2015, ha visto la partecipazione di Ciro Immobile e Salvatore Schillaci.